# Електрооптичний ефект
Електроопти́чний ефе́кт — зміна показників заломлення (фазових швидкостей електромагнітних хвиль) або двозаломлення середовища під дією електричного поля.

## Види
Лінійний електрооптичний ефект (ефект Покельса) полягяє у зміні показників заломлення середовища, пропорційній напруженості електричного поля, спостерігається в кристалах без центру інверсії, а квадратичний — пропорційній квадрату напруженості електричного поля (ефект Керра).
До явищ електрооптики належать також ефекти пов'язані зі зміною поглинання (або уявної частини показників заломлення чи діелектричної проникливості) під дією електричного поля: електропоглинання, електродихроїзм, ефект Франца-Келдиша у напівпровідниках. Електрогірація також належить до електрооптичних ефектів.

## Історична довідка
Лінійний електрооптичний ефект (ефект Покельса) був виявлений у 1893 р. Покельсом у кристалах кварцу. Він може існувати лише в ацентричних середовищах, зокрема в кристалах.
Квадратичний електрооптичний ефект був виявлений у 1875 р. Керром в склі та рідинах . Слід зауважити, що квадратичний електрооптичний ефект, попри те, що він переважно є меншим за величиною ніж лінійний електрооптичний ефект, був виявлений раніше ніж — лінійний. Цей ефект дозволений для всіх точкових груп симетрії і може існувати не тільки в твердих тілах, але і в рідинах і газах.
Майже одночасно зміну двозаломлення в кристалах кварцу при прикладанні електричного поля виявили Рентнген  і Кундт . Однак, вони пов'язували виявлене явище з фотопружним ефектом, який, може виникати внаслідок електромеханічного зв'язку електричного поля і механічної деформації, як супроводжуючий ефект. Слід зауважити, що опис електрооптичного ефекту, як самостійного явища належить Покельсу.
Розв'язок рівнянь індикатриси для всіх 32 точкових груп симетрії для лінійного електрооптичного ефекту вперше отримали український та російський вчений — О. Г. Влох і Жолудев І. С. у 1960 р. тоді, як — для квадратичного електрооптичного ефекту аналогічні розв'язки були отримані Влохом О. Г. у 1965 р.. Цим авторам належать перші дослідження електрооптичного ефекту  в колишньому СРСР.

## Електродинамічний опис
Електрооптичний ефект відноситься до явищ нелінійної оптики, які проявляються в не інтенсивному оптичному випромінюванні, а за умов наявності сильного статичного або квазістатичного електричного поля, прикладеного до оптичного середовища (існує також динамічний (або самонаведений) електрооптичний ефект, який індукується напруженістю поля світлової хвилі). Поляризація середовища на оптичній частоті {\displaystyle \omega \,} з врахуванням нелінійності за напруженістю електричного поля запишеться, як
{\displaystyle P_{i}^{\omega }=\chi _{ij}E_{j}^{\omega }+\chi _{ijk}E_{j}^{\omega }E_{k}^{0}+\chi _{ijkl}E_{j}^{\omega }E_{k}^{0}E_{l}^{0}+...\,}
де {\displaystyle E_{j}^{0}E_{k}^{0}E_{l}^{0}\,} — компоненти напруженостей електричного поля з нульовою частотою,
{\displaystyle \chi _{ij}\,} — лінійна сприйнятливість, а {\displaystyle \chi _{ijk}\,} і {\displaystyle \chi _{ijkl}\,} — нелінійні — квадратична і кубічна сприйнятливості, відповідно. Саме квадратична та кубічна сприйнтятливості описують лінійний і квадратичний електрооптичний ефекти. Тоді, як лінійна сприйнятливість пов'язана з діелектричною проникливістю середовища {\displaystyle \epsilon _{ij}\,} на оптичній частоті, поляризаційними константами {\displaystyle B_{ij}\,} і показниками заломлення {\displaystyle (n)_{ij}\,}співвідношеннями:
{\displaystyle \chi _{ij}=(\epsilon _{ij}-1)\,}
{\displaystyle B_{ij}={\frac {1}{\epsilon _{ij}}}=\left({\frac {1}{n^{2}}}\right)_{ij}\,}
Нелінійні сприйнятливості пов'язані з лінійними сприйнятливостями і коефіцієнтами лінійного — {\displaystyle r_{ijk}\,} і квадратичного — {\displaystyle R_{ijkl}\,} електрооптичного ефектів співвідношеннями Міллера 
:
{\displaystyle \Delta _{ijk}={\frac {\chi _{ijk}^{\omega }}{\chi _{ii}^{\omega }\chi _{jj}^{\omega }\chi _{kk}^{0}}}\,}
Коефіцієнт {\displaystyle \Delta _{ijk}\,} — називається коефіцієнтом Міллера, він зазнає дуже незначної дисперсії і є майже однаковим для широкого кола кристалів. З останнього співвідношення випливає, що в кристалах з великим значеннями показників заломлення нелінійні сприйнятливості будуть теж мати великі значення.

В тензорному записі електрооптичний ефект прийнято представляти, як зміну тензора поляризаційних констант (полярного тензора другого рангу):
{\displaystyle B_{ij}=B_{ij}^{0}+\Delta B_{ij}=B_{ij}^{0}+r_{ijk}E_{k}+R_{ijkl}E_{k}E_{l}\,}

## Симетрійний підхід
Коефіцієнти лінійного — {\displaystyle r_{ijk}\,} і квадратичного — {\displaystyle R_{ijkl}\,} електрооптичного ефектів є полярними тензрами третього і четвертого рангів, відповідно. Симетрія середовища накладає обмеження на вигляд матеріальних тензорів, якими є
{\displaystyle r_{ijk}\,} і {\displaystyle R_{ijkl}\,}. При цьому полярні тензори третього рангу дорівнюють нулю для центросиметричних середовищ, а четвертого — відмінні від нуля. Тому лінійний електрооптичний ефект дозволений симетрією лише в ацентричних середовищах, а квадратичний у середовищах з будь-якою симетрією.

При прикладанні електричного поля {\displaystyle E_{k}\,} з симетрією полярного вектора — {\displaystyle \infty mm\,} (в геометричній інтерпретації з симетрією конуса) при лінійному електрооптичному ефекті, чи полярного тензора другого рангу при квадратичному електрооптичному ефекті (або діадного добутку двох полярних векторів {\displaystyle E_{k}E_{l}\,}, в геометричній інтерпретації такий добуток має симетрію циліндра — {\displaystyle \infty /mmm\,}) до середовища, зокрема кристалу, відбувається пониження симетрії середовища, відповідно до принципу Кюрі. Середовище з пониженою симетрією допускає існування значнішої анізотропії ніж вихідне середовище, відповідно до принципу Неймана. Тому при прикладанні електричного поля -симетрія середовища понижується і виникає (або змінюється) оптична анізотропія, тобто виникає або змінюється двозаломлення. Внаслідок цього середовище з оптично ізотропного перетворюється на оптично одновісне або двовісне, кристал з оптично ізотропного перетворюється на оптично анізотропний або з оптично одновісного в оптично двовісний і, як наслідок виникає (або змінюється) двозаломлення, індуковане електричним полем.

Наприклад, якщо до кристалу KH2PO4 (KDP), який належить до тетрагональної сингонії (точкова група симетрії — {\displaystyle {\overline {4}}2m\,}) і є оптично одновісним прикласти електричне поле вздовж дзеркальної осі четвертого порядку (оптична вісь), симетрія цього кристалу понизиться до точкової групи {\displaystyle mm2\,}, яка належить до ромбічної сингонії. Кристали, які належать до ромбічної сингонії є оптично двовісними. Таким чином під дією електричного поля кристали KDP стануть оптично двовісними.

## Зміна показників заломлення і двозаломлення
Рівняння оптичної індикатриси (характеристичної поверхні тензора поляризаційних констант) в загальному випадку має вигляд:
{\displaystyle B_{ij}x_{i}x_{j}=1\,}
де {\displaystyle x_{i}x_{j}=x,y,z\,} — базисні вектори Декартової системи координат. Дане рівняння можна представити, як
{\displaystyle B_{11}x^{2}+B_{22}y^{2}+B_{33}z^{2}+2B_{32}zy+2B_{31}xz+2B_{12}xy=1\,}
В електричному полі оптичні поляризаційні константи залежатимуть від напруженості поля. Наприклад для кристалів KDP рівняння оптичної індикатриси за відсутності поля має вигляд:
{\displaystyle B_{11}x^{2}+B_{11}y^{2}+B_{33}z^{2}=1\,}
.
Тензор лінійного електрооптичного ефекту для кристалів, що належать до точкової групи симетрії {\displaystyle {\overline {4}}2m\,} має форму:
{\displaystyle {\begin{bmatrix}\Delta B_{11}\\\Delta B_{22}\\\Delta B_{33}\\\Delta B_{32}\\\Delta B_{31}\\\Delta B_{21}\\\end{bmatrix}}={\begin{bmatrix}0&0&0\\0&0&0\\0&0&0\\r_{41}&0&0\\0&r_{52}&0\\0&0&r_{63}\end{bmatrix}}\times {\begin{bmatrix}E_{1}&E_{2}&E_{3}\end{bmatrix}}\,}
Тоді, при прикладанні електричного поля вздовж осі {\displaystyle z\,} рівняння оптичної індикатриси набуде вигляду
{\displaystyle B_{11}^{0}x^{2}+B_{11}^{0}y^{2}+B_{33}^{0}z^{2}+2r_{63}E_{3}xy=1\,}
Наявність члена {\displaystyle 2r_{63}E_{3}xy\,} у рівнянні оптичної індикатриси свідчить про те, що оптична індикатриса повернулась під дією поля навколо осі {\displaystyle z\,} на кут який визначається співвідношенням:
{\displaystyle \zeta =\arctan {\frac {r_{63}E_{3}}{B_{11}-B_{22}}}\,}.
Оскільки кристали KDP є оптично одновісними, то {\displaystyle B_{11}=B_{22}\,}, тобто {\displaystyle n_{x}=n_{y}\,}, а
{\displaystyle \zeta =45^{\circ }\,}.
У власній системі координат (кристалофізичній системі координат) рівняння оптичної індикатриси матиме вигляд:
{\displaystyle (B_{11}^{0}+r_{63}E_{3})X^{2}+(B_{11}^{0}-r_{63}E_{3})Y^{2}+B_{33}^{0}Z^{2}=1\,}.
Тоді, змінені електричним полем показники заломлення набудуть вигляду:
{\displaystyle n_{x}=n_{x}^{0}-{\frac {1}{2}}n_{x}^{0\ 3}r_{63}E_{3}\,},
{\displaystyle n_{y}=n_{y}^{0}+{\frac {1}{2}}n_{y}^{0\ 3}r_{63}E_{3}\,},
{\displaystyle n_{z}=n_{z}^{0}\,}.
Оскільки, показники заломлення {\displaystyle n_{x}\,} і {\displaystyle n_{y}\,} під дією електричного поля набули різних значень, то первинно оптично одновісний кристал став оптично двовісним, а вздовж осі {\displaystyle z\,} виникло двозаломлення, яке визначається співвідношенням:
{\displaystyle \Delta n_{xy}=n_{y}-n_{x}=n_{x}^{0\ 3}r_{63}E_{3}\,},
а різниця фаз між двома хвилями, які поширюються в кристалі вздовж осі {\displaystyle z\,} матиме вигляд:
{\displaystyle \Gamma ={\frac {2\pi }{\lambda }}\Delta n_{xy}d={\frac {2\pi d}{\lambda }}n_{x}^{0\ 3}r_{63}E_{3}\,}

## Застосування
Електрооптичний ефект знайшов широке застосування в приладах оптоелектроніки для керування оптичним випромінюванням. На основі електрооптичного ефекту діють такі пристрої, як модулятори оптичного випромінювання, дефлектори, оптичні затвори та ін. На основі електрооптики з використанням пристроїв оптоелектроніки функціонують оптичні дальноміри, оптичні приціли, передавачі інформації, світло локатори та багато інших. На сучасному етапі розвитку оптоелектроніки електрооптика знайшла своє застосування в приладах інтегральної оптики 